# Leandro Guerreiro
Leandro Luchese Guerreiro, detto Leandro Guerreiro (São Borja, 17 novembre 1978), è un allenatore di calcio ed ex calciatore brasiliano, di ruolo centrocampista.

## Caratteristiche tecniche
Gioca come centrocampista difensivo, ed ha il suo punto forte nella fase di copertura e di recupero di palloni a centrocampo.

## Carriera

### Club
Iniziò la carriera professionistica nell'Internacional nel 2000. Nel 2002 venne ceduto al Guarani e nel 2004 si trasferì in Italia, dove giocò con poca fortuna per due stagioni: prima nella Salernitana, e poi l'anno successivo prima al Napoli e poi Pescara per poche partite e non lasciando il segno.
Terminata la nefasta esperienza italiana, torna nel suo paese al Ponte Preta, ma solo per pochi mesi, fin quando è il Criciúma a metterlo sotto contratto, e con questa squadra vinse il Campeonato Brasileiro Série C da capitano. Si trasferì al Botafogo nel 2007 e in un breve lasso di tempo iniziale giocò come titolare; il suo primo gol per il club alvinegro arrivò il 14 giugno 2007 in una vittoria per 4-0 contro il Vasco. Negli ultimi tre mesi del 2007 giocò con l'aiuto di infiltrazioni e rimase in riabilitazione per i primi tre mesi del Campeonato Brasileiro Série A 2008. Nel 2010 è protagonista da capitano della vittoria del Campionato Carioca del Botafogo.

## Palmarès

### Competizioni statali
- Taça Rio: 3

Botafogo: 2007, 2008, 2010
- Taça Guanabara: 2

Botafogo: 2009, 2010
- Campionato Carioca: 1

Botafogo: 2010
- Campionato Mineiro: 1

Cruzeiro: 2011

### Competizioni nazionali
- Campeonato Brasileiro Série C: 1

Criciúma: 2006
- Campionato brasiliano: 1

Cruzeiro: 2013